# Denis Naegelen
Denis Naegelen, né le 14 mars 1952 en Alsace, est un joueur de tennis français.
Il a remporté le Tournoi de Bordeaux avec Patrice Dominguez en 1979.
Il est aujourd'hui le président de Quarterback, une agence de marketing sportif spécialisée dans l'hospitalité et qui organise notamment les Internationaux de Strasbourg depuis 2009 et l'Engie Open de Biarritz. Il a également créé plusieurs compétitions de pétanque dont le Masters en 1999.

## Palmarès

### Titre en double messieurs
| No | Date       | Nom et lieu du tournoi           | Catégorie | Dotation | Surface      | Partenaire        | Finalistes                | Score    |  |
| -- | ---------- | -------------------------------- | --------- | -------- | ------------ | ----------------- | ------------------------- | -------- |  |
| 1  | 01-10-1979 | Grand Prix Passing Shot Bordeaux |           | 50 000 $ | Terre (ext.) | Patrice Dominguez | Bernard Fritz Iván Molina | 6-4, 6-4 |  |

## Parcours dans les tournois du Grand Chelem

### En simple
| Année | Open d'Australie | Open d'Australie | Internationaux de France | Internationaux de France | Wimbledon | Wimbledon | US Open | US Open |
| ----- | ---------------- | ---------------- | ------------------------ | ------------------------ | --------- | --------- | ------- | ------- |
| 1973  | —                | —                | 1er tour (1/64)          | J. Fassbender            | —         | —         | —       | —       |
| 1974  | 2e tour (1/32)   | Dick Crealy      | —                        | —                        | —         | —         | —       | —       |
| 1975  | —                | —                | 1er tour (1/64)          | Nikola Pilić             | —         | —         | —       | —       |
| 1978  | —                | —                | 1er tour (1/64)          | B. Taróczy               | —         | —         | —       | —       |
| 1980  | —                | —                | 3e tour (1/16)           | F. Taygan                | —         | —         | —       | —       |
| 1981  | —                | —                | 1er tour (1/64)          | G. Moretton              | —         | —         | —       | —       |

N.B. : à droite du résultat se trouve le nom de l'ultime adversaire.

### En double
| Année | Open d'Australie          | Open d'Australie     | Internationaux de France        | Internationaux de France   | Wimbledon                  | Wimbledon              | US Open | US Open |
| ----- | ------------------------- | -------------------- | ------------------------------- | -------------------------- | -------------------------- | ---------------------- | ------- | ------- |
| 1974  | 1er tour (1/32) U. Pinner | J. James M. Phillips | 2e tour (1/16) Dominguez        | Bob Lutz Stan Smith        | —                          | —                      | —       | —       |
| 1975  | —                         | —                    | 1er tour (1/32) Deblicker       | B. Gottfried R. Ramírez    | —                          | —                      | —       | —       |
| 1976  | —                         | —                    | —                               | —                          | 1er tour (1/32) P. Barthes | S. Krulevitz S. Turner | —       | —       |
| 1977  | —                         | —                    | 2e tour (1/N. Pilić) P. Barthes | Ž. Franulović Nikola Pilić | —                          | —                      | —       | —       |
| 1978  | —                         | —                    | 1er tour (1/32) P. Barthes      | J. Fassbender K. Meiler    | —                          | —                      | —       | —       |
| 1980  | —                         | —                    | 1er tour (1/32) P. Beust        | H. Günthardt P. Složil     | —                          | —                      | —       | —       |
| 1981  | —                         | —                    | 1er tour (1/32) Dominguez       | B. Fritz G. Goven          | —                          | —                      | —       | —       |
| 1983  | —                         | —                    | 1er tour (1/32) J. Potier       | B. Mitton R. Moore         | —                          | —                      | —       | —       |

N.B. : le nom du ou de la partenaire se trouve sous le résultat ; le nom des ultimes adversaires se trouve à droite.